# Křepelka japonská

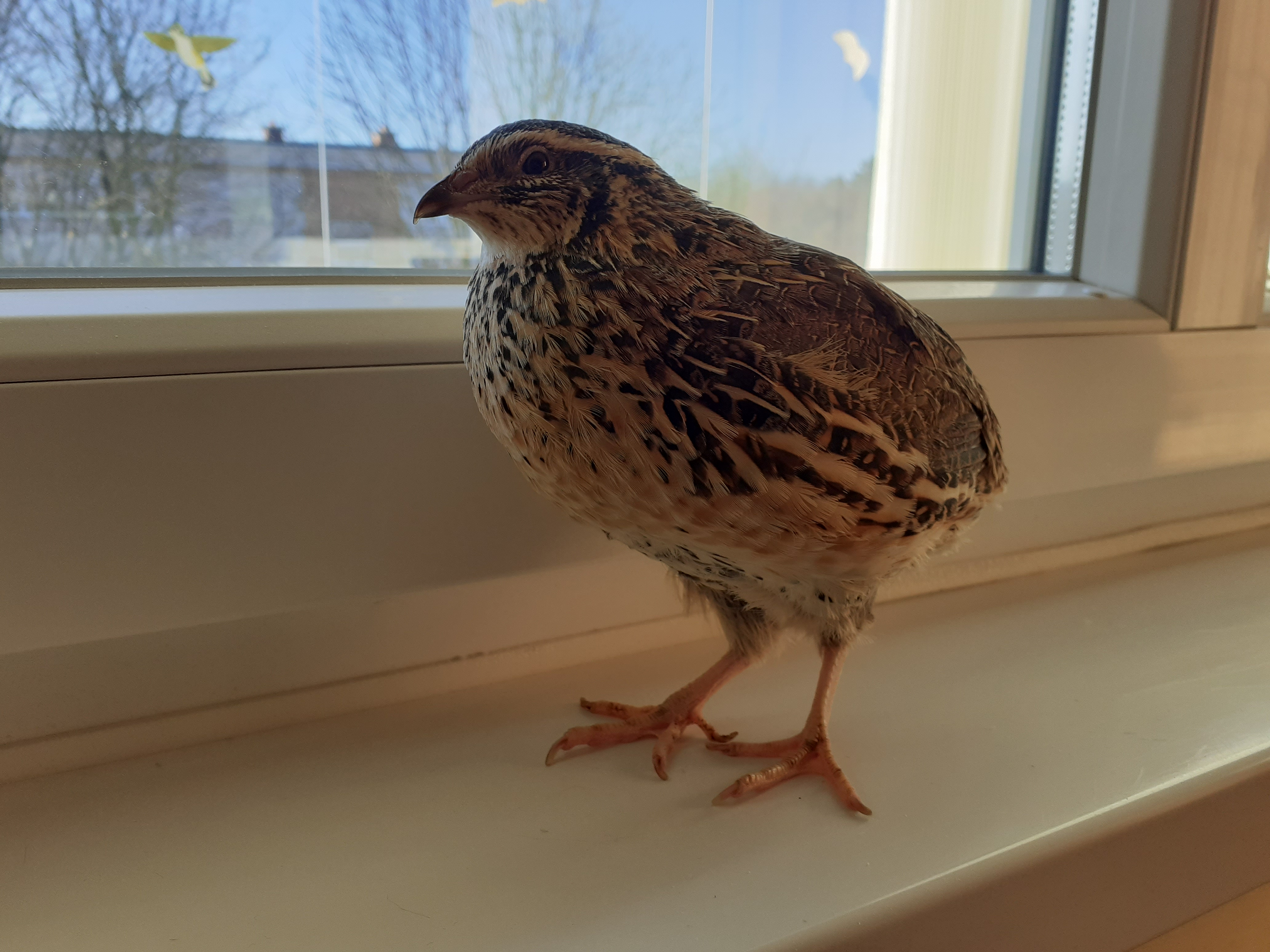
Divoké zbarvení (samička) - "Pharaoh"

Křepelka japonská (Coturnix japonica) je pták z čeledi bažantovitých.

## Popis
Křepelka japonská je velmi malá, je považována za nejmenší druh drůbeže. V České republice nemá její chov dlouhou tradici. Ve světě je využívána pro vejce a jejího masa, a to hlavně v Asii, Americe a západní a jižní Evropě. Křepelka japonská pochází z jihovýchodní Asie. Křepelčí vajíčka obsahují oproti slepičím několikanásobné množství fosforu, železa a vitamínů B1 a B12.[zdroj?] Jsou známé dva druhy japonských křepelek – nosná a masná brojlerového typu.

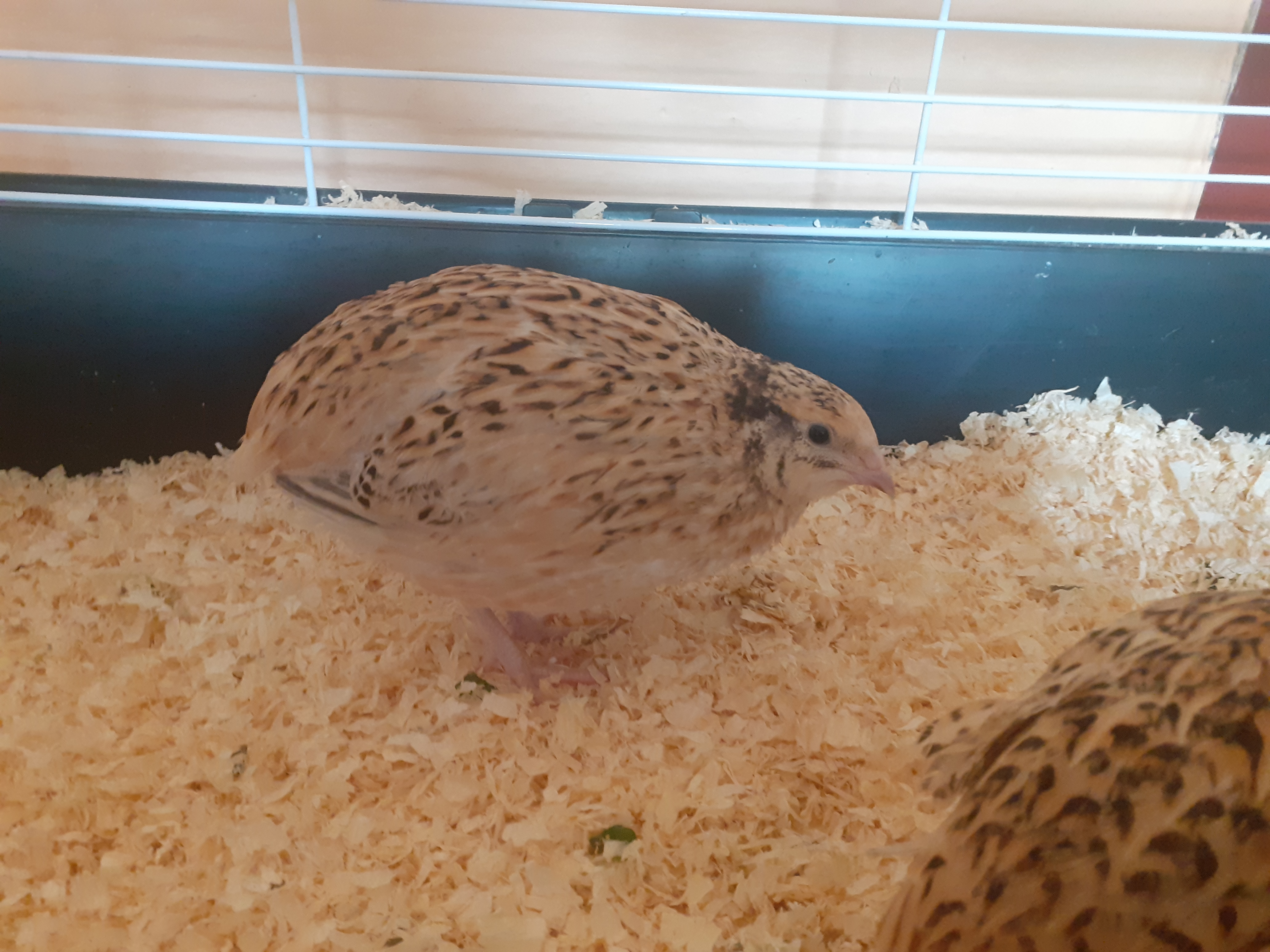
Zlaté zbarvení (samička) - "italské"